# Калифано, Джозеф
Джозеф Энтони Калифано-младший (англ. Joseph Anthony Califano Jr.; род. 15 мая 1931) — американский политик, министр здравоохранения, образования и благосостояния США (1977—1979).

## Биография
Калифано родился 15 мая 1931 года в Бруклине (Нью-Йорк), в семье Джозефа Энтони Калифано-старшего и его жены Кэтрин. В 1952 году он получил степень бакалавра гуманитарных наук в Колледже Святого Креста в Вустере. В 1955 году окончил юридический факультет Гарвардского университета, получив степень бакалавра права. После этого Калифано пошёл служить в ВМС США и долгое время проработал в Министерстве обороны. 26 июля 1965 года Джозеф Калифано стал специальным помощником президента Линдона Джонсона. Он занимал эту должность до 20 января 1969 года. В дальнейшем Калифано работал в таких юридических фирмах, как Arnold & Porter и Williams, Connolly & Califano. 25 января 1977 года был назначен министром здравоохранения, образования и благосостояния США. Однако Калифано не поладил с Джимми Картером, потому что его политика требовала увеличения государственных расходов и мешала предвыборному обещанию президента снизить их к 1980 году. Картер отстранил его с должности в 1979 году, заменив на Патрицию Харрис.